# Mário Caetano
Mário Augusto Caetano João de Sousa (Luanda, 24 de novembro de 1978) é um professor, economista, literato e político angolano. Foi nomeado Ministro da Economia e Planeamento da República de Angola em 2021.

## Biografia
Mário Caetano nasceu em 1978 na zona de Maianga, em Luanda, Angola. Viveu a sua infância e adolescência no bairro Alvalade da cidade de Luanda, onde frequentou entre 1982 e 1983 a creche do Alvalade. Chegou a praticar balé na Escola de Dança Contemporânea de Luanda, de 1984 a 1986, bem como treinar basquetebol no Clube Desportivo Primeiro de Agosto de 1994 a 1995.
Chegou a fazer parte do ensino secundário em Luanda até 1990, o retomando na mesma cidade entre 1993 e 1995.

### Percurso académico e profissional
Se mudou para Bona, Alemanha, onde viveu entre 1990 e 1992, retornando, depois, para Angola. A experiência em terras europeias lhe faz mudar, em 1995, para Praga, na República Checa, onde cursou e concluiu o ensino médio em 1997. Em 1998 matricula-se no curso de licenciatura em pedagogia e educação física em língua francesa na Universidade Carolina de Praga tranferindo-se, em 1999, para o curso de licenciatura em estudos portugueses na mesma universidade, concluído em 2003.
No seu percurso profissional, começou por trabalhar, em regime parcial, no restaurante McDonald's em Praga, tendo assumido, de 1996 a 2004, as funções de funcionário de base, treinador e coordenador de equipa, até chegar a gerente. Paralelamente, também em regime parcial, leccionava no Liceu Josef Skvorecky de Praga. Mais tarde, de 2004 a 2006, exerceu a função de gestor de comércio e investimentos na Agência para o Investimento e Comércio Externo de Portugal (AICEP), secção comercial da Embaixada de Portugal em Praga.
Em 2004 torna-se mestre em estudos portugueses pela Faculdade de Letras da Universidade Carolina de Praga. Em 2006 torna-se também mestre em economia agrária pela Faculdade de Economia e Gestão da Universidade Checa de Agricultura. Continua os estudos e, em 2009, forma-se mestre e doutor em estudos africanos pela Faculdade de Letras da Universidade Carolina de Praga.
Começou a sua carreira como economista na República Checa ainda em 2006, período em que tornou-se poliglota em inglês, francês, checo, alemão, suaíli, espanhol e italiano. De regresso a Angola, em 2007, começou por leccionar na Universidade Metodista de Angola e foi admitido como funcionário do Ministério das Finanças. Foi Chefe de Intercâmbio e Cooperação das Alfândegas de Angola de 2008 a 2012. 
Integrou, de 2008 a 2010, o Grupo Técnico Multissectorial para a implementação do Protocolo sobre Trocas Comerciais da Comunidade de Desenvolvimento da África Austral (CDAA) e, de 2007 a 2012, o Grupo Negocial de Angola para a Negociação dos Acordos de Parceria Económica com a União Europeia.
Tornou-se no primeiro africano (África Subsariana) a ser acreditado pela Organização Mundial das Alfândegas como Conselheiro de Modernização Aduaneira em 2011. Em 2011 ficou destacado no Botsuana onde trabalhou como perito comercial e aduaneiro na Direcção de Comércio, Indústria, Finanças e Investimentos (TIFI, sigla em inglês) da CDAA.

### Carreira política e governamental em Angola
Quando retorna a Angola, torna-se militante e membro do Comité Provincial de Luanda do Movimento Popular de Libertação de Angola (MPLA).
Em 2012 é transferido para o Gabinete de Estudos e Relações Internacionais do Ministério das Finanças, tendo exercido, de 2013 a 2015, a função de Chefe do Departamento para a Política e Gestão Macroeconómica e, de 2015 a 2016, de Chefe do Departamento de Relações Internacionais.
Toma distância dos assuntos do governo angolano entre 2016 a 2019 para desempenhar a função de Assessor do Administrador da 25.ª Constituência no Grupo Banco Mundial (GBM) em Washington, DC, Estados Unidos. Em 2019, porém, a convite do governo angolano passa a trabalhar na função de Administrador Executivo da Bolsa de Dívida e Valores de Angola (BODIVA) para a área financeira.
Assumiu, em janeiro de 2020, a função de Secretário de Estado para a Economia. Enquanto Secretário de Estado para a Economia foi responsável por elaborar o Programa de Apoio à Produção, Diversificação das Exportações e Substituição das Importações (PRODESI)
No dia 1 de setembro de 2021 foi nomeado pelo Presidente da República de Angola, João Manuel Gonçalves Lourenço, para exercer o cargo Ministro da Economia e Planeamento e reconduzido a mesma função após as eleições gerais de 24 de Agosto de 2022. Em 2021, após 5 anos sucessivos de crescimento negativo, estimativas apontam para um crescimento de 0,7% do PIB de Angola. Mário Caetano, na condição de Ministro da Economia e Planeamento de Angola, implementou o Programa de Reconversão da Economia Informal (PREI).
Deixou o cargo de Ministro da Economia e Planeamento de Angola em 22 de janeiro de 2024.

## Distinção
- 2022 — Prémio Especial de Excelência do Serviço Público Africano [13] [14]

## Obras e artigos publicados
- 2005 — Historie angolského zemědělství" (História da Agricultura Angolana), (2005)  in Sbornik Prispevku z doktorskeho seminare, vol. 1., Praha: Czech University of Agriculture, Faculty of Economics and Management.

- 2006 — Ekonomie angolského zemědělství" (Economia da Agricultura Angolana), (2006)  in M. Caetano Joao, P. Jelinek & A. Knitl (eds.): Lusofonní Afrika 1975–2005 África Lusófona[15]

- 2012 — "Centenário da primeira União Aduaneira do mundo" (Centenary of the first Customs Union in the world), (2010) in Suplemento do Espaço Aduaneiro n. 56, Alfândegas de Angola.

- 2013 — Economia Internacional Volume: 1: Geografia Económica.

- 2018 — Economia Internacional. Volume. 2: Centros, Regiões e Blocos Económicos.